# Hedycarya parvifolia
Hedycarya parvifolia är en tvåhjärtbladig växtart som beskrevs av Perkins & Schlechter. Hedycarya parvifolia ingår i släktet Hedycarya och familjen Monimiaceae. Inga underarter finns listade i Catalogue of Life.